# 大頭家蟻屬
大頭家蟻屬 (学名：Pheidole ) 為家蟻亞科。世界廣布，各生態系皆有。 該屬起源於美洲，最後散佈全球。
大部分的物種工蟻雙型，有小工蟻和大工蟻，大工蟻常稱作兵蟻，兵蟻的頭部很大

Pheidole mendicula

## 兵蟻
大頭家蟻屬的兵蟻看似凶猛，但實際上大部分極為膽小，遇到危險就會逃跑。很多大頭家蟻屬會被蚤蠅寄生，蚤蠅會把卵產在兵蟻身上，幼蟲會在兵蟻的頭殼中成長，最後使兵蟻斷頭。
大部分的兵蟻被用來切碎食物、搬運重物，如種子。
- 小工蟻
- 小工蟻背面觀
- 大工蟻
- 大工蟻背面觀

## 物種列表
本屬有 1095 個現生物種，6 個化石物種，共 1111 種。

## 外部連結
- 维基共享资源上的相關多媒體資源：Pheidole
- Myrmecos.net images of live Pheidole
- gallery of Pheidole specimen images （页面存档备份，存于）, on Antweb.org